# Climax Lawrence
Climax Lawrence (né le 16 janvier 1979 à Margao, Inde) est un footballeur international indien évoluant au poste de milieu.

## Carrière

### Joueur
- 1998-1999 : Vasco SC -  Inde
- 1999-2004 : Salgaocar SC -  Inde
- 2004-2005 : East Bengal -  Inde
- 2005-2013 : Dempo SC -  Inde
- 2013-2014 : Mumbai FC -  Inde
- 2014-déc. 2014 : Atlético de Kolkata -  Inde
- depuis jan. 2015 : Mumbai FC -  Inde

### En équipe nationale
57 sélections et 2 buts avec  Inde depuis 2003.

## Palmarès

### En club
- Avec Dempo SC :
  - Champion d'Inde en 2007, 2008 et 2010.

### En sélection
- Avec l'équipe d'Inde :
  - Vainqueur de l'AFC Challenge Cup en 2008.